# Eugenia Silva
María Eugenia Silva Hernández-Mancha (Madrid, 13 de enero de 1976) es una modelo y empresaria española. Ha sido imagen de Óscar de la Renta, Carolina Herrera y Carrera y Carrera.

## Sus inicios
Su primer contacto con la moda fue en 1992, con 16 años. La modelo ganó el concurso Elite Look of the Year, compartiendo el primer puesto con Nieves Álvarez. Esa edición del concurso contó además con la participación de otras jóvenes promesas de la moda española como Esther Cañadas o Inma del Moral. Este triunfo supuso su comienzo en el mundo de moda.
Paralelamente, la modelo española se licenció en Derecho en el Colegio Universitario Cardenal Cisneros, adscrito a la Universidad Complutense de Madrid, dado que venía de una familia de juristas. Es sobrina de Antonio Hernández Mancha. Sus padres son Antonio Silva Jaraquemada y María Eugenia Hernández Mancha.

## Salto a la fama
Su carrera despegó al mudarse a Nueva York, donde fue imagen de Óscar de la Renta. Con más de 150 portadas a sus espaldas en revistas como Harper’s Bazaar, Telva, Elle, Marie Claire, Glamour Vogue, etc, Eugenia ha trabajado con los fotógrafos más renombrados del mundo como Mario Testino, Steven Meisel, Arthur Elgost, Bruce Weber, David Bailey y Gilles Bensimon, y ha desfilado para Giorgio Armani, Prada, Versace, Galiano, Dior, Jean Paul Gaultier y Carolina Herrera entre otros.
Actualmente tiene un blog internacional en la revista ¡Hola!, “ALL ABOUT EU”, donde comparte sus looks diarios, sus marcas favoritas, sus trucos de belleza, sus trabajos y sus nuevos descubrimientos (tiendas, restaurantes, lugares, etc).
A lo largo de toda su carrera, Eugenia ha sido imagen de grandes marcas como Armani, Loewe, Oscar de la Renta, Pantene, Dolce & Gabana, Carrera y Carrera, Escada, Garnier, Intimissimi, Magnum, Max Factor, Tiffany & Co., Chopard, etc.
Modelo, empresaria y editora de moda
Su visión múltiple de la moda le impulsa a ir un paso más allá, y en 2007 funda Bliter SL, productora y agencia creativa que actúa a modo de consultora de moda y creadora de contenido para firmas y empresas del sector como Hola, Rabat, Sensai, Pedro del Hierro, Germaine de Capuccini, System Professional, Las Rozas Village, La Roca Village (destinos que forman parte del complejo de lujo The Bicester Village Shopping Collection).  
Galardones
Ganadora Concurso Elite Look of the Year 1992
Elegida la Mujer con más estilo del Mundo en 2010 (¡Hola!) después de Carlota Casiraghi y por delante de Elle MacPherson, Sara Jessica Parker, Sienna Miller…
Mujer del año – GQ 2 veces Mejor modelo Internacional –
Premios Elle estilo-  2 veces
Personalidad Latina del año – Revista W
Girl of the Year – EE. UU. Vogue
Medalla de Oro Castilla-La Mancha 2022

## Filmografía

### Televisión
- Camilo Superstar (Atresplayer Premium, 2023) como Lucía Bosé

## Vida personal
La pareja de Eugenia es Alfonso de Borbón y Yordi. El 1 de abril de 2014 nació su primer hijo en común, Alfonso de Borbón y Silva. El 14 de junio de 2017 nace su segundo hijo, Jerónimo.